# Facundo Bagnis
Facundo Bagnis (født 27. februar 1990 i Rosario, Argentina) er en professionel tennisspiller fra Argentina.